# Typhlops microcephalus
Typhlops microcephalus este o specie de șerpi din genul Typhlops, familia Typhlopidae, descrisă de Werner 1909.
Este endemică în Madagascar. Conform Catalogue of Life specia Typhlops microcephalus nu are subspecii cunoscute.